# Translation (biologi)
 For alternative betydninger, se Translation. (Se også artikler, som begynder med Translation)
Translation er den proces i cellerne hvor ribosomerne anvender mRNA til at bygge protein.
Efter DNA er transskriberet til mRNA, transporteres mRNA til et ribosom udenfor cellekernen. Ribosomen placerer sig rundt om mRNA og læser af nukleobaserne tre og tre (disse tripletter kaldes codon). Aflæsningen sker så et aminosyrebærende tRNA-molekyle (med den rette pasform til den triplet der læses fra) fodres ind i ribosomen, slipper sin aminosyre og forlader ribosomen. Derefter kommer den næste tRNA og frigiver sin aminosyre, og sådan bygges en aminosyrekæde op, hvilket resulterer i et protein (som er en aminosyrekæde).
| Biokemi | Spire Denne biokemiartikel er en spire som bør udbygges. Du er velkommen til at hjælpe Wikipedia ved at udvide den. |